# 怪怪躲避球
《怪怪躲避球》是2023年躲避球主题聚会游戏，由Game Swing和育碧孟买开发、育碧发行，对应任天堂Switch、PlayStation 4、Xbox One、Windows平台。
据Metacritic，游戏获得「褒贬不一或中庸」评价；据OpenCritic统计，游戏获得30%媒体推荐。